# Lista de vereadores de Euclides da Cunha da 19.ª legislatura
Esta é a lista de vereadores de Euclides da Cunha para a legislatura 2021–2024.

## Vereadores
Estes são os vereadores eleitos nas eleições de 15 de novembro de 2020. Das quinze vagas em disputa, o placar foi de oito para o PDT, seis para o PSD e uma para o PT.
|    | Nome                                                                                  | Partido                               | Votos | %    | Observações |
| -- | ------------------------------------------------------------------------------------- | ------------------------------------- | ----- | ---- | --- |
| 1  | Felipe Pires de Carvalho, Felipe Cigano (Ribeira do Pombal, 10.01.1988-)              | Partido Democrático Trabalhista (PDT) | 2.052 | 5,90 | |
| 2  | Simone Mattos Abreu (Euclides da Cunha, 04.05.1974–)                                  | Partido Social Democrático (PSD)      | 1.985 | 5,71 | Filiou-se ao PT |
| 3  | Ireno Barreto Miranda (Euclides da Cunha, 05.05.1965–)                                | Partido Democrático Trabalhista (PDT) | 1.541 | 4,43 | |
| 4  | José da Silva Santos Júnior, Júnior da Pax (Euclides da Cunha, 16.03.1986–11.10.2022) | Partido Democrático Trabalhista (PDT) | 1.521 | 4,37 | Faleceu em decorrência de um mal súbito em 11 de outubro de 2022 |
| 5  | Neilton Silva Rocha (Euclides da Cunha, 15.11.1965-)                                  | Partido Democrático Trabalhista (PDT) | 1.348 | 3,88 | |
| 6  | José Batista dos Reis, Adriano Reis (Euclides da Cunha, 30.05.1975–)                  | Partido Democrático Trabalhista (PDT) | 1.267 | 3,64 | |
| 7  | João Batista Pires Reis, Tita da Água (2021-2024) (Macururé, 13.02.1957–)             | Partido Democrático Trabalhista (PDT) | 1.248 | 3,59 | |
| 8  | Bolivar Francisco Alves (Euclides da Cunha, 05.02.1942–)                              | Partido Democrático Trabalhista (PDT) | 1.128 | 3,24 | |
| 9  | Sílvio da Silva Ribeiro, Sílvio de Napinho (Euclides da Cunha, 15.01.1978-)           | Partido Social Democrático (PSD)      | 1.034 | 2,97 | Filiou-se ao PDT |
| 10 | Ednalvo Guerra Matos (Ribeira do Amparo, 27.06.1967-)                                 | Partido Social Democrático (PSD)      | 1.015 | 2,92 | |
| 11 | Flávio de Jesus Dias, Cacique Flávio (Euclides da Cunha, 07.03.1978–)                 | Partido dos Trabalhadores (PT)        | 970   | 2,79 | Licenciado em 13 de Março de 2023 para assumir a Coordenadoria do Distrito Sanitário de Saúde Indígena da Bahia ( DSEI/BA )                                                          |
| 12 | Messias José de Abreu, Messias da Serra (Euclides da Cunha, 23.12.1967-)              | Partido Social Democrático (PSD)      | 945   | 2,72 | |
| 13 | Valdemir Dias Carneiro (Euclides da Cunha, 11.08.1977–)                               | Partido Social Democrático (PSD)      | 920   | 2,65 | |
| 14 | Norma da Silva Abreu, Professora Norma (Euclides da Cunha, 08.06.1970-)               | Partido Democrático Trabalhista (PDT) | 868   | 2,50 | Licenciada em 12 de abril para assumir a Secretaria Municipal de Educação Filiou-se ao PT                                                                                            |
| 15 | Genildo Costa de Melo, Nenem de Diassis (Euclides da Cunha, 08.03.1975–)              | Partido Social Democrático (PSD)      | 818   | 2,35 | Filiou-se ao PT |
| -  | Diego Costa dos Santos (Euclides da Cunha, 01.02.1990–)                               | Partido Democrático Trabalhista (PDT) | 845   | 2,43 | "Assumiu em 9 de maio a vaga da Professora Norma após a licença para nomeação como Secretária de Educação"; Efetivado no dia 17 de outubro de 2022 na vaga do vereador Júnior da Pax |
| -  | Givanilson Andrade da Franca (Euclides da Cunha, 23.07.1990–)                         | Partido dos Trabalhadores (PT)        | 549   | 1,58 | "Assumiu em 3 de abril a vaga do Cacique Flávio após a licença para nomeação como Coordenador do Distrito Sanitário de Saúde Indígena da Bahia ; Filiou-se ao PDT                    |

## Legenda
| Cor  | Significado          |
| Bege | Presidente da Câmara |
| Azul | Suplente             |

## Composição das bancadas

| Partido | Líder            | Bancada | Posição  |
| ------- | ---------------- | ------- | -------- |
| PDT     | Adriano Reis     | 9 / 15  | Governo  |
| PSD     | Messias da Serra | 3 / 15  | Oposição |
| PT      | Cacique Flávio   | 3 / 15  | Governo  |

| Bloco    | Líder            | Bancada |
| -------- | ---------------- | ------- |
| Governo  | Neném do Diassis | 12 / 15 |
| Oposição | Messias Da Serra | 3 / 15  |

## Mesa Diretora
| Mesa Diretora (2021-2022)   |                       |                        |         |                           |
| Nome                        | Início do mandato     | Fim do mandato         | Partido | Cargo                     |
| João Batista Pires Reis     | 1º de janeiro de 2021 | 31 de dezembro de 2022 | PDT     | Presidente da Câmara      |
| Simone de Mattos Abreu      | 1º de janeiro de 2021 | 31 de dezembro de 2022 | PSD     | Vice-presidente da Câmara |
| José da Silva Santos Júnior | 1º de janeiro de 2021 | 31 de dezembro de 2022 | PDT     | 1º Secretário             |
| Ednalvo Guerra Matos        | 1º de janeiro de 2021 | 31 de dezembro de 2022 | PSD     | 2º Secretário             |

| Mesa Diretora (2023-2024) |                       |                        |          |                           |
| Nome                      | Início do mandato     | Fim do mandato         | Partido  | Cargo                     |
| João Batista Pires Reis   | 1º de janeiro de 2023 | 31 de dezembro de 2024 | PDT      | Presidente da Câmara      |
| Simone de Mattos Abreu    | 1º de janeiro de 2023 | 31 de dezembro de 2024 | PSD / PT | Vice-presidente da Câmara |
| Ireno Barreto Miranda     | 1º de janeiro de 2023 | 31 de dezembro de 2024 | PDT      | 1º Secretário             |
| Ednalvo Guerra Matos      | 1º de janeiro de 2023 | 31 de dezembro de 2024 | PSD      | 2º Secretário             |